# سفارت اسرائیل در برلین
سفارت اسرائیل در برلین (به آلمانی: Israelische Botschaft in Berlin) یک منطقهٔ مسکونی و نمایندگی سیاسی این کشور در آلمان است که در برلین واقع شده‌است.